# 茶馆 (电影)
《茶馆》，1982年谢添执导中国电影，根据老舍1957年发表的话剧《茶馆》改编而来。
本片获1982年中国文化部优秀影片奖特别奖和第3届中国电影金鸡奖特别奖。

## 剧情
腐败的清王朝摇摇欲坠，北京的裕泰茶馆却在年轻精明的掌柜王利发细心经营下呈现出一片“繁荣”景象。但在这貌似繁荣的背后，隐藏各种令人窒息的黑暗面，预示着大清国必将灭亡的命运。
终于到了民国，袁世凯死后，军阀割据、内战不断、民不聊生。王掌柜苦心“改良”裕泰茶馆，令其重新开张，但动荡的社会令王掌柜忧心不已，茶馆的经营越发艰难。
又过了几十年，裕泰茶馆在已风烛残年的王利发的苦苦支撑下继续经营。抗日战争结束后，国民党和美帝国主义又使人民陷入了内战的灾难。吉普车横冲直撞，爱国人士惨遭镇压，流氓特务要霸占王掌柜苦心经营了一辈子的茶馆，王利发绝望了。这时，恰巧来了两位五十年前结交的朋友，一位是曾被清廷逮捕过的正人君子常四爷，一位是办了半辈子实业结果彻底垮了台的秦二爷。三位老人撒着捡来的纸钱，凄惨地叫着、笑着。最后只剩下王利发一人，他拿起腰带，步入内室，仰望屋顶，寻找安然了结一生的地方。

## 演员
- 于是之 饰 王利发
- 郑榕 饰 常四爷
- 蓝天野 饰 秦仲义
- 童超 饰 庞太监
- 胡宗温 饰 康顺子
- 程中 饰 小康顺子
- 英若诚 饰 刘麻子（小刘麻子）
- 黄宗洛 饰 松二爷
- 童弟 饰 大傻杨
- 李大千 饰 宋恩子（小宋恩子）
- 林连昆 饰 吴祥子（小吴祥子）
- 李源 饰 二德子（小二德子）
- 牛星丽 饰 康六
- 李翔 饰 李三
- 张瞳 饰 唐铁嘴
- 任宝贤 饰 小唐铁嘴
- 尚丽娟 饰 小丁宝
- 米铁增 饰 马五爷
- 田春奎 饰 黄胖子